# シラユキヒメ
シラユキヒメ（欧字名: Shirayukihime、1996年4月4日 - 2019年5月5日）は、日本で生産・調教された競走馬、繁殖牝馬。
馬名はグリム童話の『白雪姫』に由来する。

## 現役時代
サンデーサイレンス産駒の白毛馬として話題を集めた。芦毛とは違い白毛は産まれたときから白い。鹿毛のウェイブウインドの初仔である本馬は、父が青鹿毛のサンデーサイレンスであるにもかかわらず、突然変異で誕生した白毛である。突然変異なので、本馬の弟妹には一頭も白毛は生まれていない。
突然変異の場合は白毛馬は非常に生まれる確率が低く、1万頭から2万頭に1頭ほどの確率でしか産まれない。そのため白毛馬は出走した頭数も少なく、地方競馬ではホワイトペガサスが南関東公営競馬で8勝を挙げているのを筆頭に数頭が勝利を挙げているが、中央競馬では本馬が競走馬としてデビューした2001年（平成13年）当時まだ勝利はなかった。
本馬はデビューが遅れたこともあって、出走したレースは中央競馬の500万円以下または900万円以下という厳しい条件であり、初勝利を挙げることはできなかったが、それでも9戦して一度3着に入っており、白毛馬としては中央競馬で初めて馬券に絡む着順（3着以内）に入っている。

## 競走成績
以下の内容は、netkeiba.comおよびJBISサーチに基づく。
| 競走日     | 競馬場 | 競走名     | 格  | 馬場・距離 （馬場状態） | 頭数 | 枠番 | 馬番 | オッズ （人気） | 着順 | タイム （上がり3F） | 着差 | 騎手     | 斤量 [kg] | 1着馬（2着馬）     |
| ---------- | ------ | ---------- | --- | ----------------------- | ---- | ---- | ---- | --------------- | ---- | ------------------- | ---- | -------- | --------- | ------------------ |
| 2001.02.03 | 小倉   | 500万下    |     | 芝1200m（良）           | 16   | 4    | 8    | 13.0（5人）     | 11着 | 1:11.0 (34.9)       | 0.8  | 青木芳之 | 55        | スカイジャンプ     |
| 0000.02.10 | 小倉   | 500万下    |     | 芝2000m（良）           | 16   | 5    | 9    | 14.6（5人）     | 12着 | 2:05.0 (36.9)       | 1.3  | 青木芳之 | 55        | ジンパーフェクト   |
| 0000.03.04 | 中京   | 500万下    |     | ダ2300m（不）           | 16   | 1    | 2    | 20.2（8人）     | 14着 | 2:05.0 (42.9)       | 5.2  | 武幸四郎 | 55        | エイシンジョーダン |
| 0000.05.04 | 福島   | いわき特別 | 900 | 芝1700m（良）           | 13   | 7    | 11   | 32.3（10人）    | 8着  | 1:44.2 (36.8)       | 1.2  | 横山賀一 | 55        | ノーブルダービー   |
| 0000.05.13 | 福島   | 500万下    |     | 芝2000m（良）           | 16   | 1    | 1    | 6.5（4人）      | 3着  | 2:03.0 (37.4)       | 0.2  | 勝浦正樹 | 55        | シルバーミーティア |
| 0000.06.09 | 函館   | 奥尻特別   | 500 | 芝2000m（良）           | 15   | 7    | 14   | 15.6（5人）     | 10着 | 2:05.0 (36.7)       | 0.8  | 横山典弘 | 55        | ダイイチライン     |
| 0000.06.17 | 函館   | 湯川特別   | 500 | 芝2000m（良）           | 15   | 6    | 11   | 28.0（5人）     | 9着  | 2:03.2 (38.2)       | 1.5  | 勝浦正樹 | 55        | ニューイングランド |
| 0000.09.15 | 札幌   | ニセコ特別 | 500 | 芝1200m（良）           | 11   | 2    | 2    | 59.7（11人）    | 8着  | 1:10.8 (35.0)       | 0.5  | 鹿戸雄一 | 54        | デリキット         |
| 0000.09.23 | 札幌   | 恵庭岳特別 | 500 | 芝2000m（良）           | 12   | 6    | 7    | 25.1（7人）     | 9着  | 2:04.1 (36.7)       | 1.2  | 鹿戸雄一 | 54        | ソーウンセンプー   |

## 繁殖牝馬時代
競走馬引退後は繁殖牝馬となった。突然変異の本馬自身と違い、すでに白毛遺伝子（ほかの毛色に対して優性）を持つ本馬の産駒はメンデルの法則により50パーセントの確率で白毛として生まれる。良血でもあるため、白毛の新系統誕生も期待されている。
2017年2月7日付で繁殖馬登録を抹消するまで、同じ金子真人が競走馬として所有していたブラックホーク、クロフネ、キングカメハメハの3頭が交配された。
2019年5月5日、死亡。死因は明らかにされていない。

### 繁殖成績
| 馬名                | 生年月日       | 性 | 毛色 | 父               | 馬主                                     | 厩舎                           | 戦績（現状）タイトル                                                                           |
| ------------------- | -------------- | -- | ---- | ---------------- | ---------------------------------------- | ------------------------------ | ---------------------------------------------------------------------------------------------- |
| シロクン            | 2003年 2月20日 | 牡 | 白毛 | ブラックホーク   | 金子真人 ホールディングス（株）          | 美浦・後藤由之                 | 5戦0勝 （引退→乗馬→消息不明）                                                                  |
| ホワイトベッセル    | 2004年 3月18日 | 牡 | 白毛 | クロフネ         | 金子真人 ホールディングス（株）          | 栗東・安田隆行                 | 17戦3勝 （引退→誘導馬）                                                                        |
| ユキチャン          | 2005年 3月28日 | 牝 | 白毛 | クロフネ         | 金子真人ホールディングス（株） →金子真人 | 美浦・後藤由之 →川崎・山崎尋美 | 17戦5勝 （引退→繁殖牝馬） ・関東オークス（JpnII） ・クイーン賞（JpnIII） ・TCK女王盃（JpnIII） |
| ママズディッシュ    | 2007年 3月4日  | 牝 | 芦毛 | クロフネ         | 金子真人ホールディングス（株）           | 美浦・後藤由之                 | 10戦0勝 （引退→繁殖牝馬）                                                                      |
| シロベエ            | 2008年 2月28日 | 牡 | 白毛 | クロフネ         |                                          |                                | 不出走 （誘導馬→乗馬）                                                                         |
| マシュマロ          | 2009年 3月23日 | 牝 | 白毛 | クロフネ         | 金子真人ホールディングス（株）           | 栗東・吉田直弘                 | 12戦2勝 （引退→繁殖牝馬）                                                                      |
| ブラマンジェ        | 2010年 3月22日 | 牝 | 白毛 | クロフネ         | 金子真人ホールディングス（株）           | 美浦・萩原清                   | 3戦0勝 （引退→繁殖牝馬）                                                                       |
| マーブルケーキ      | 2011年 4月9日  | 牝 | 白毛 | キングカメハメハ | 金子真人ホールディングス（株）           | 美浦・萩原清                   | 17戦3勝 （引退→繁殖牝馬）                                                                      |
| ブチコ              | 2012年 4月27日 | 牝 | 白毛 | キングカメハメハ | 金子真人ホールディングス（株）           | 栗東・音無秀孝                 | 16戦4勝 （引退→繁殖牝馬）                                                                      |
| シロニイ            | 2014年 2月13日 | 牡 | 白毛 | キングカメハメハ | 金子真人ホールディングス（株）           | 栗東・池江泰寿                 | 49戦4勝 （引退→誘導馬）                                                                        |
| シラユキヒメの 2015 | 2015年 4月22日 | 牡 | 鹿毛 | キングカメハメハ |                                          |                                |                                                                                                |
| ブッチーニ          | 2016年 5月10日 | 牝 | 白毛 | キングカメハメハ | 金子真人ホールディングス（株）           | 栗東・中内田充正               | 18戦3勝 （引退→繁殖牝馬）                                                                      |

出典:
2003年（平成15年）に生まれたシロクンは、2006年（平成18年）1月5日、美浦・後藤由之厩舎からデビュー。同年7月20日、競走馬登録を抹消。ノーザンホースパークで乗馬となったが、2008年（平成20年）8月に退厩。その後、関西方面に移動ののち、2009年（平成21年）1月頃を最後に消息不明となっている。
2004年（平成16年）に生まれたホワイトベッセルは、2007年（平成19年）2月18日、栗東・安田隆行厩舎からデビュー。同年4月1日、2戦目となる3歳未勝利戦で白毛馬初の中央競馬勝利を挙げた。2011年（平成23年）1月26日、競走馬登録を抹消。京都競馬場で誘導馬として活動した。詳細は当該項目を参照のこと。
2005年（平成17年）に生まれたユキチャンは、2007年（平成19年）7月8日、美浦・後藤由之厩舎からデビュー。2戦目と3戦目を連勝し、2008年（平成20年）6月18日、5戦目となる川崎競馬場の重賞・関東オークス (JpnII) では8馬身差で圧勝。史上初となる白毛馬による重賞勝利を挙げた。2009年（平成21年）9月、出走機会を求めて川崎競馬・山崎尋美厩舎に移籍。その後も重賞を2勝した。2010年（平成22年）12月28日、競走馬登録を抹消。同年NARグランプリ最優秀牝馬を獲得。繁殖牝馬となった。詳細は当該項目を参照のこと。
2006年（平成18年）に生まれる予定だった産駒（父ブラックホーク）は、流産した。
2007年（平成19年）に生まれたママズディッシュは、2009年（平成21年）9月6日、美浦・後藤由之厩舎からデビュー。2010年（平成22年）9月2日、競走馬登録を抹消。繁殖牝馬となった。
2008年（平成20年）に生まれた産駒は、結局デビューしないまま、シロベエという名前で京都競馬場で2020年まで誘導馬として活動していた。
2009年（平成21年）に生まれたマシュマロは、2011年11月13日、栗東・吉田直弘厩舎からデビュー。初戦の新馬戦を勝った。白毛馬の新馬戦勝利はJRA史上初である。2014年3月13日、競走馬登録を抹消。繁殖牝馬となった。産駒には、白毛で2019年の新潟競馬場ダート1800mで開催されたレパードステークス (GIII) で、白毛馬として初めてJRAの重賞を優勝したハヤヤッコ（父キングカメハメハ、美浦・国枝栄厩舎）やその全弟の黒鹿毛ピオノノ（父キングカメハメハ、美浦・奥村武厩舎）がいる。
2010年（平成22年）に生まれたブラマンジェは、2012年（平成24年）11月17日、美浦・萩原清厩舎からデビュー。2013年（平成25年）6月5日、競走馬登録を抹消。繁殖牝馬となった。産駒には3連勝でオープン入りを果たした白毛のダノンハーロック（父ルーラーシップ）がいる。
2011年（平成23年）に生まれたマーブルケーキは、登録上は白毛だが、栗毛の斑点を有するブチ模様である。2014年（平成26年）1月19日、美浦・萩原清厩舎からデビュー。
2012年（平成24年）に生まれたブチコは登録上は白毛だが、「ブチ」の名前の通り鹿毛の斑点を有し、鬣や耳も鹿毛となっている。2014年（平成26年）10月25日、栗東・音無秀孝厩舎からデビュー。オープン馬まで勝ち進んだがストレスに弱く出走前にゲート内でパニックを起こすことがあり、最後までゲート難を克服できず2017年に引退。安平町のノーザンファームで繁殖牝馬となった。産駒には白毛馬としてJRA史上初の芝重賞、GI競走、クラシック競走制覇を果たすなどGI3勝含む重賞6勝を挙げたソダシ（父クロフネ）、2023年のスプリンターズステークスを勝利したママコチャ（父クロフネ）がいる。
2013年（平成25年）に生まれる予定だった産駒（父クロフネ）は、流産した。
2014年（平成26年）に生まれたシロニイは、登録上は白毛だが、斑点を有するブチ模様である。また、右目が魚目である。白毛の牡馬として初となるGI挑戦（2021年天皇賞 (春))を果たした。2023年に現役を引退し、阪神競馬場で誘導馬として活動している。
2015年（平成27年）に生まれた産駒は、産駒唯一の鹿毛である。
2016年（平成28年）に生まれたブッチーニは、登録上は白毛だが、ブチコと同様に鹿毛の斑点を有するブチ模様である。2019年3月9日に栗東・中内田充正厩舎からデビューし新馬勝ちを収めた。

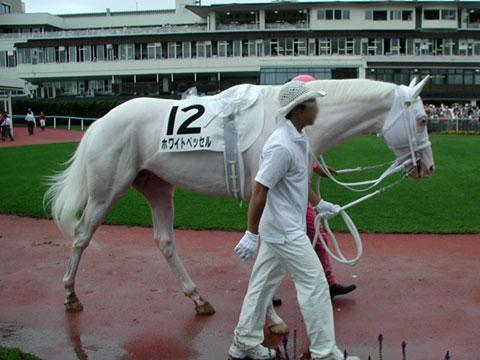
ホワイトベッセル（2004年産）
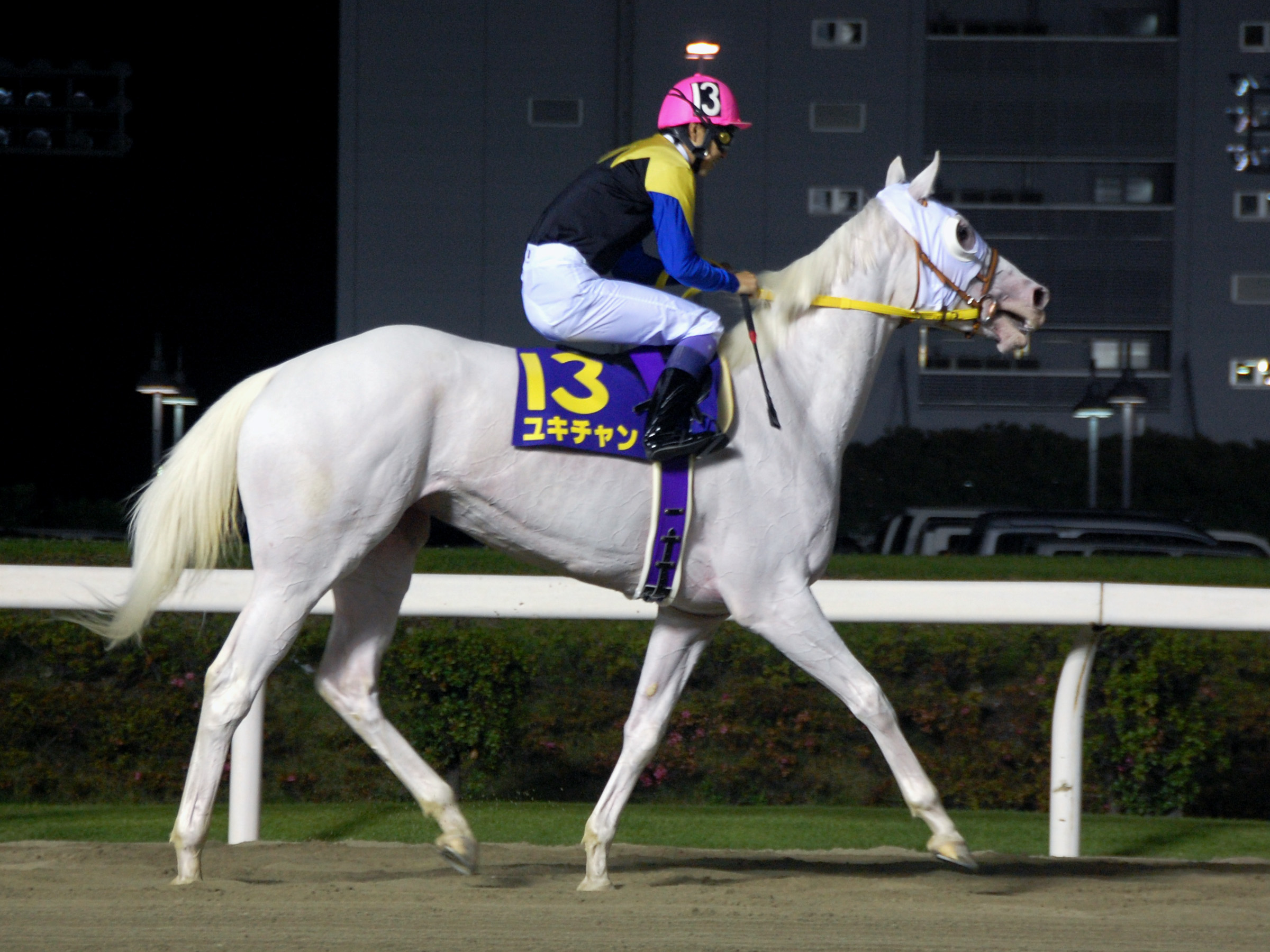
ユキチャン（2005年産）
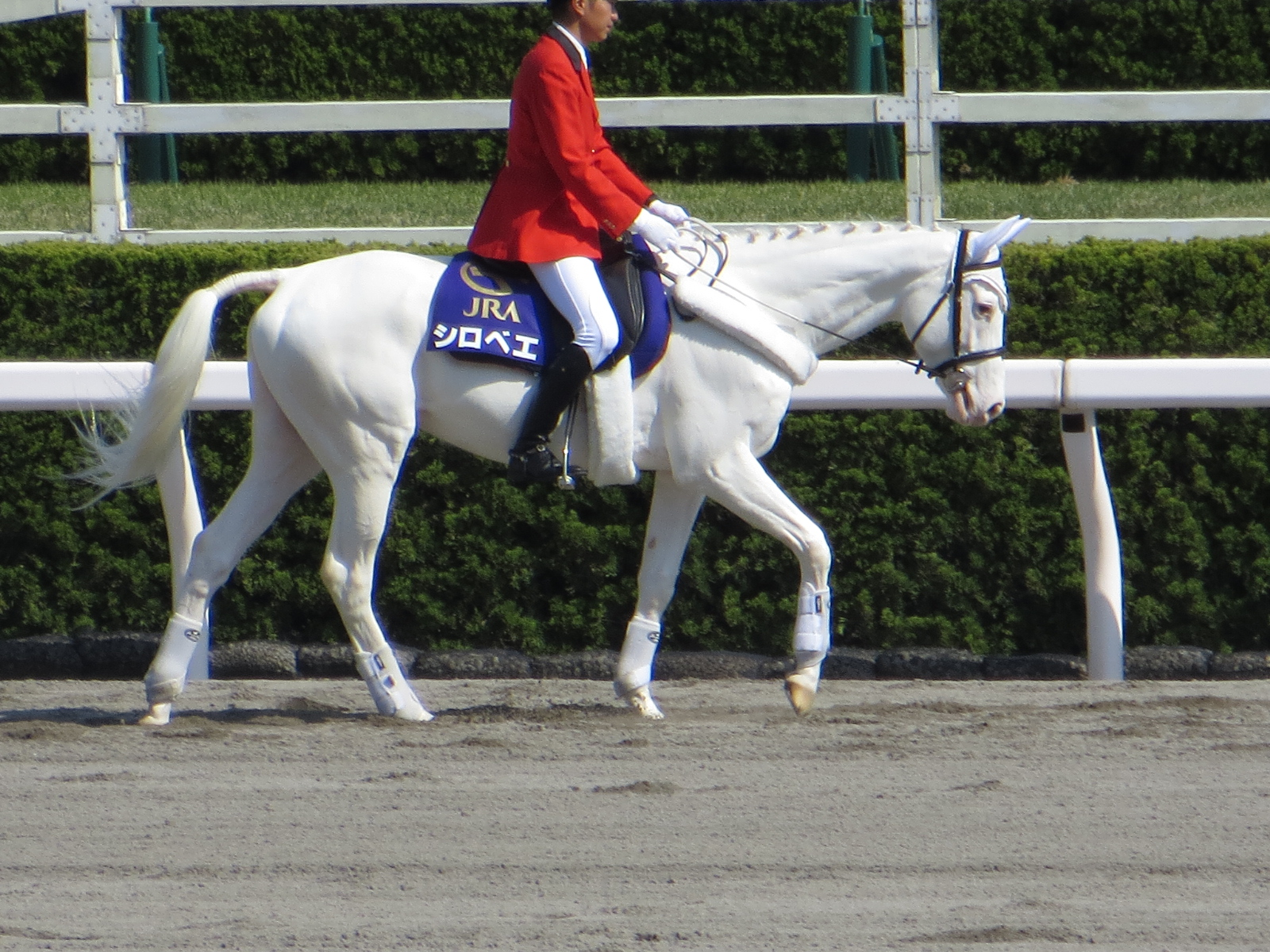
シロベエ（シラユキヒメの2008）（2008年産）
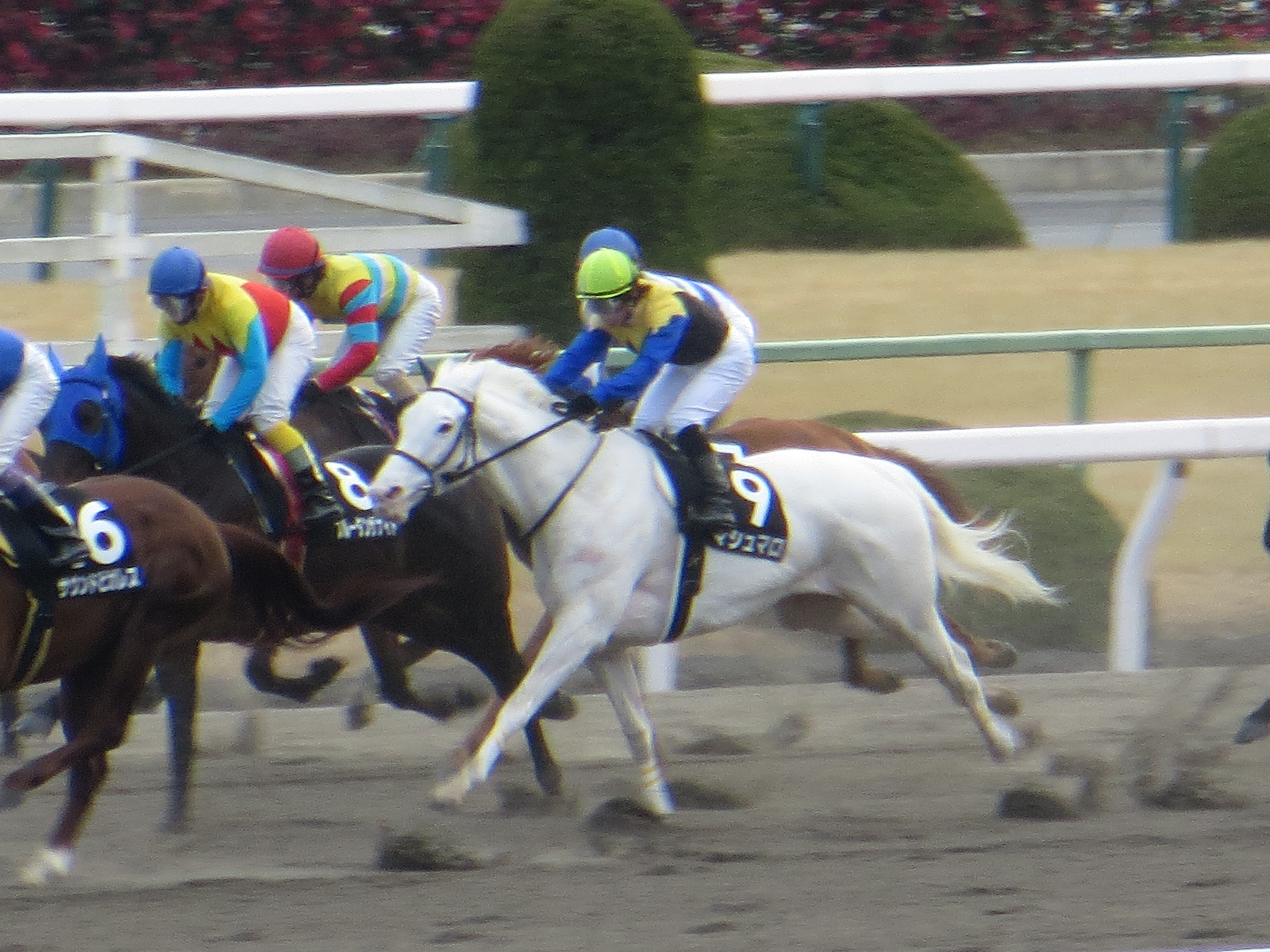
マシュマロ（2009年産）
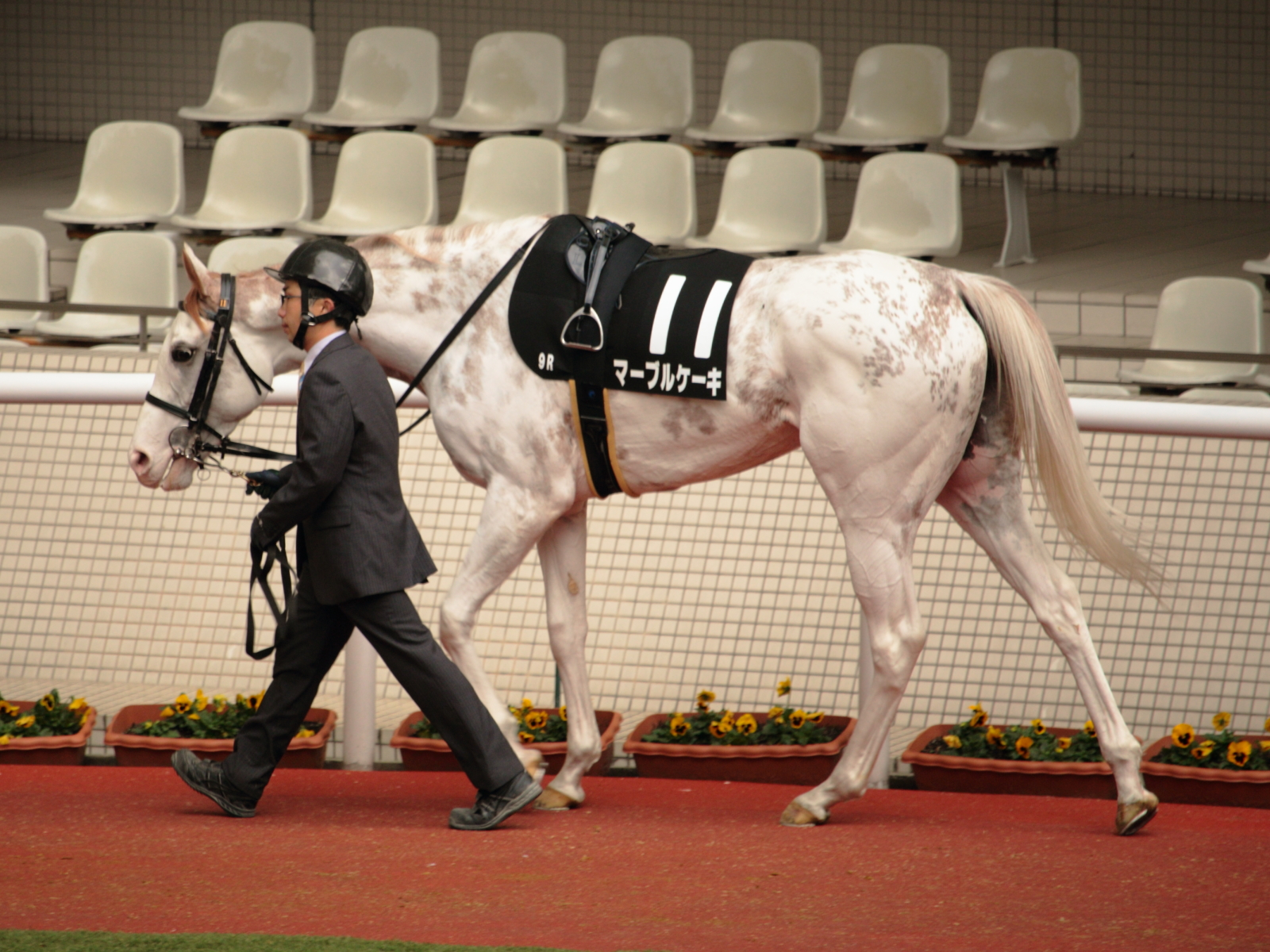
マーブルケーキ（2011年産）
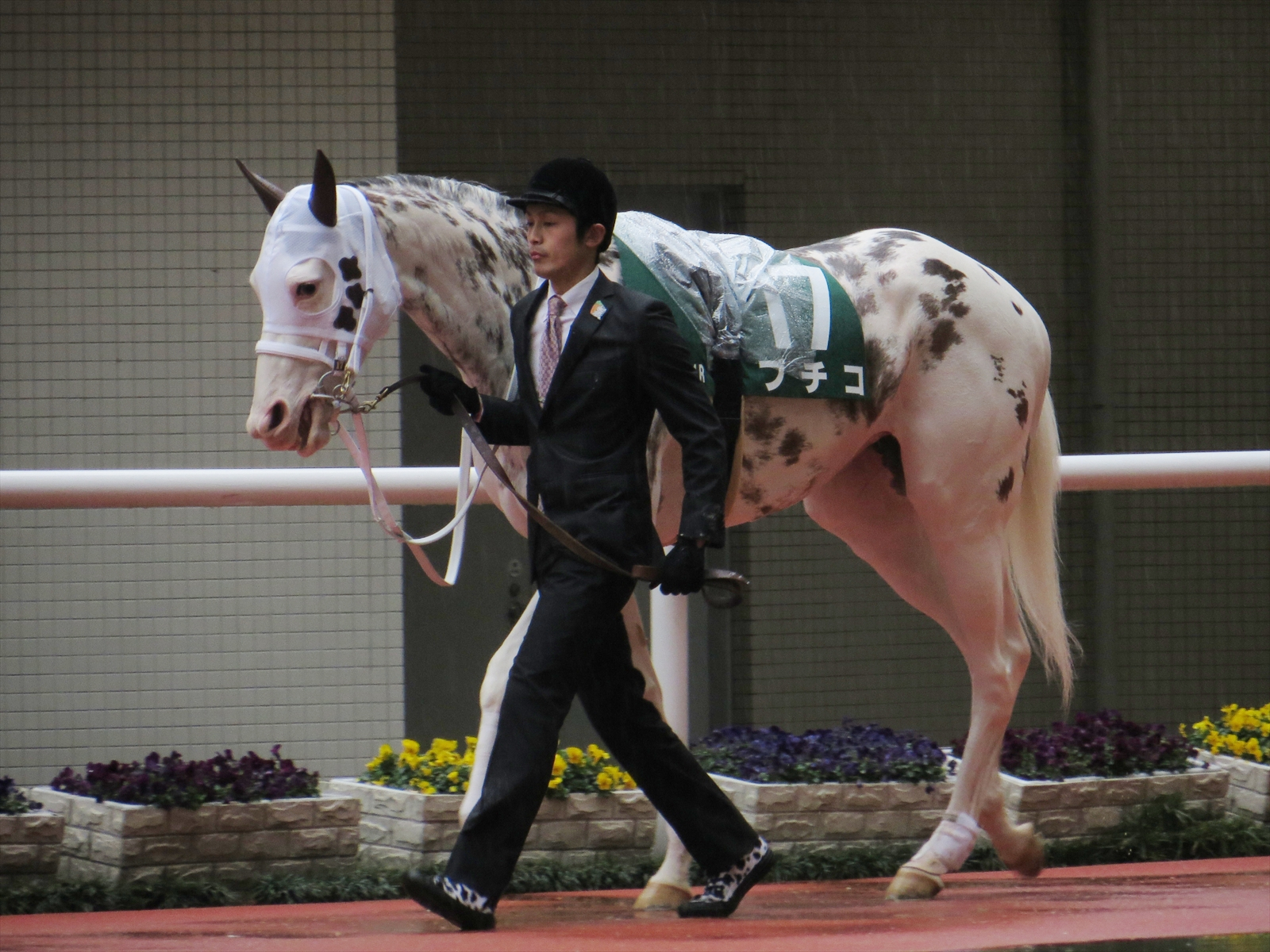
ブチコ（2012年産）
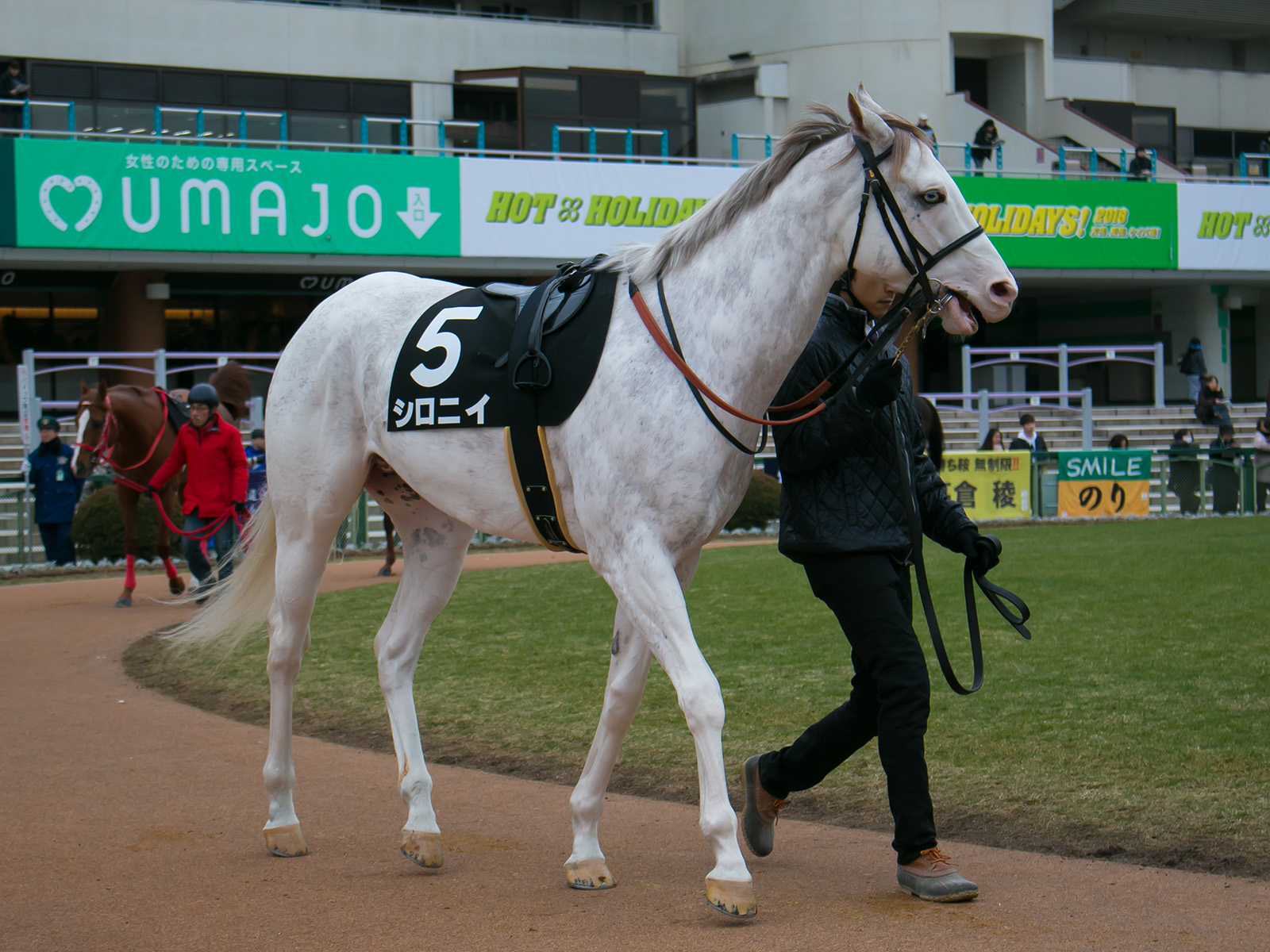
シロニイ（2014年産）
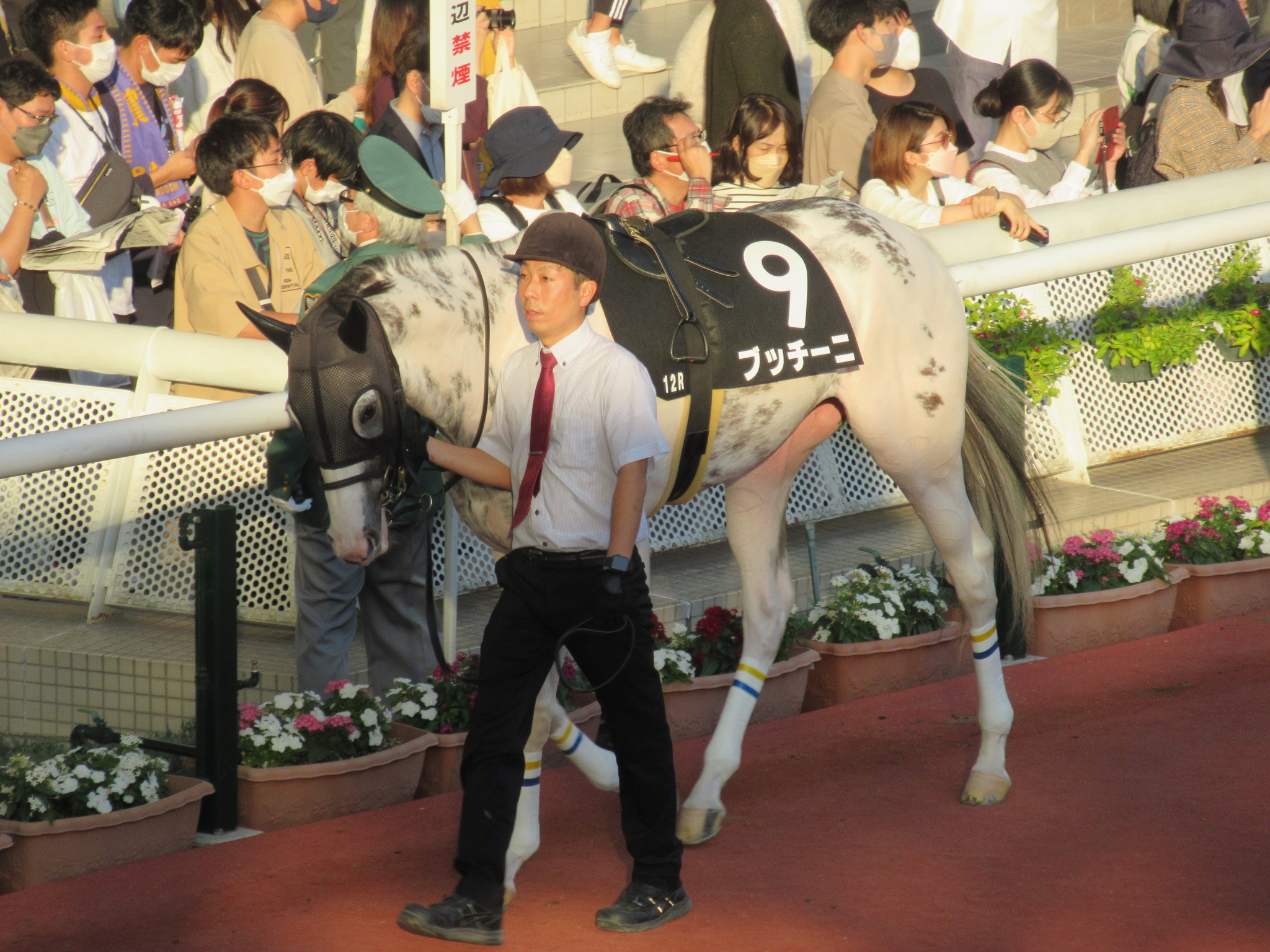
ブッチーニ（2016年産）

## シラユキヒメの白毛
白毛の発生は、一般的にメラニン細胞の移動と分化、定着、維持といった機能を持つ受容体型チロシンキナーゼ幹細胞因子受容体(SCFR)というタンパク質をコードするKIT遺伝子の変異が原因であることが多いが、シラユキヒメ及びその子孫のKIT遺伝子にも、第17エクソンに54塩基の欠失（c.2392_2445del）が確認されている。これはSCFRのチロシンキナーゼドメインIIに18アミノ酸残基の欠失を起こすもので、これが原因となってメラノサイト前駆細胞の遊走が正常に起こらず白毛や駁毛が生じている。この変異はW14と命名されている。
シラユキヒメの子孫のうち、白毛馬（W14を保有している可能性のある個体）の系図を以下に示す。
- シラユキヒメ 1996 牝 W14の祖 →シロクン、ホワイトベッセル、シロベエ
  - ユキチャン 2005 牝（父クロフネ） →マイヨブラン、ラテマキアート
    - シロインジャー 2013 牝（父ハービンジャー）
    - ハウナニ 2015 牝（父ロードカナロア）
      - シュネーグロッケン 2022 牡（父ナダル）

    - ハイアムズビーチ 2019 牝（父ドレフォン)
    - アマンテビアンコ 2021 牡（父ヘニーヒューズ)

  - マシュマロ 2009 牝（父クロフネ）
    - ハヤヤッコ 2016 牡（父キングカメハメハ）
    - ケオケオ[25] 2020 牝（父ラブリーデイ）

  - ブラマンジェ 2010 牝（父クロフネ） →ダノンハーロック
    - ウアラネージュ 2017 牝（父エイシンフラッシュ）
      - エクラドネージュ 2022 牝（父ミッキーアイル）

  - マーブルケーキ 2011 牝（父キングカメハメハ）
    - ブランシール 2021 牝（父ニューイヤーズデイ）
    - スーホ 2023 牡（父モーリス）

  - ブチコ 2012 牝（父キングカメハメハ）
    - ソダシ 2018 牝（父クロフネ）
    - カルパ 2021 牡（父モーリス）

  - シロニイ 2014 牡（父キングカメハメハ）
  - ブッチーニ 2016 牝（父キングカメハメハ）

- →は繁殖馬とならずに引退した馬

なお白毛以外の毛色を持つ子孫もおり、例えばシロインジャー産駒のメイケイエールとブチコ産駒でソダシの全妹ママコチャは共に鹿毛である。

## 血統
| シラユキヒメの血統                                | シラユキヒメの血統                   | シラユキヒメの血統                 | （血統表の出典）                   | （血統表の出典） |
| 父系                                              | サンデーサイレンス系（ヘイロー系）   | サンデーサイレンス系（ヘイロー系） | サンデーサイレンス系（ヘイロー系） | [ § 2 ]          |
| 父 *サンデーサイレンス Sunday Silence 1986 青鹿毛 | 父の父Halo 1969 黒鹿毛               | Hail to Reason                     | Turn-to                            | Turn-to          |
| 父 *サンデーサイレンス Sunday Silence 1986 青鹿毛 | 父の父Halo 1969 黒鹿毛               | Hail to Reason                     | Nothirdchance                      |                  |
| 父 *サンデーサイレンス Sunday Silence 1986 青鹿毛 | 父の父Halo 1969 黒鹿毛               | Cosmah                             | Cosmic Bomb                        | Cosmic Bomb      |
| 父 *サンデーサイレンス Sunday Silence 1986 青鹿毛 | 父の父Halo 1969 黒鹿毛               | Cosmah                             | Almahmoud                          |                  |
| 父 *サンデーサイレンス Sunday Silence 1986 青鹿毛 | 父の母Wishing Well 1975 鹿毛         | Understanding                      | Promised Land                      | Promised Land    |
| 父 *サンデーサイレンス Sunday Silence 1986 青鹿毛 | 父の母Wishing Well 1975 鹿毛         | Understanding                      | Pretty Ways                        |                  |
| 父 *サンデーサイレンス Sunday Silence 1986 青鹿毛 | 父の母Wishing Well 1975 鹿毛         | Mountain Flower                    | Montparnasse                       | Montparnasse     |
| 父 *サンデーサイレンス Sunday Silence 1986 青鹿毛 | 父の母Wishing Well 1975 鹿毛         | Mountain Flower                    | Edelweiss                          |                  |
| 母 *ウェイブウインド Wave Wind 1991 鹿毛          | 母の父Topsider 1974 鹿毛             | Northern Dancer                    | Nearctic                           | Nearctic         |
| 母 *ウェイブウインド Wave Wind 1991 鹿毛          | 母の父Topsider 1974 鹿毛             | Northern Dancer                    | Natalma                            |                  |
| 母 *ウェイブウインド Wave Wind 1991 鹿毛          | 母の父Topsider 1974 鹿毛             | Drumtop                            | Round Table                        | Round Table      |
| 母 *ウェイブウインド Wave Wind 1991 鹿毛          | 母の父Topsider 1974 鹿毛             | Drumtop                            | Zonah                              |                  |
| 母 *ウェイブウインド Wave Wind 1991 鹿毛          | 母の母Storm and Sunshine 1983 黒鹿毛 | Star de Naskra                     | Naskra                             | Naskra           |
| 母 *ウェイブウインド Wave Wind 1991 鹿毛          | 母の母Storm and Sunshine 1983 黒鹿毛 | Star de Naskra                     | Candle Star                        |                  |
| 母 *ウェイブウインド Wave Wind 1991 鹿毛          | 母の母Storm and Sunshine 1983 黒鹿毛 | Sea Drone                          | Drone                              | Drone            |
| 母 *ウェイブウインド Wave Wind 1991 鹿毛          | 母の母Storm and Sunshine 1983 黒鹿毛 | Sea Drone                          | Malaga                             |                  |
| 母系(F-No.)                                       | 2号族(FN:2-w)                        | 2号族(FN:2-w)                      | 2号族(FN:2-w)                      | [ § 3 ]          |
| 5代内の近親交配                                   | Almahmoud S4×M5 = 9.38%              | Almahmoud S4×M5 = 9.38%            | Almahmoud S4×M5 = 9.38%            | [ § 4 ]          |
| 出典                                              | 1. 2. 3. 4.                          | 1. 2. 3. 4.                        | 1. 2. 3. 4.                        | 1. 2. 3. 4.      |

母・ウェイブウインドは不出走で繁殖入り。祖母・Storm and SunshineはアメリカのG2勝ち馬である。
母の兄弟にアメリカで種牡馬となったHalo Sunshine、Smile Againがいる。